# Проценко, Василий Николаевич
Васи́лий Никола́евич Проце́нко (27 декабря 1844 — после 1917) — русский медик, общественный и политический деятель. Киевский городской голова в 1900—1906 годах, член III Государственной думы от города Киева.

## Биография
Василий Проценко родился в Черниговской губернии в Стародубском уезде. Его отец был настоятелем Введенской церкви лейб-гвардии Семёновского полка. Православный. Дворянин. Домовладелец (приобретённый дом в Киеве, оценённый в 250 тысяч рублей).
Окончил Киевскую духовную семинарию и медицинский факультет Киевского императорского университета Св. Владимира со степенью доктора медицины (1870).
Два года исполнял обязанности прозектора при кафедре анатомии, в течение следующих двух с половиной лет был ординатором Киево-Кирилловской больницы. Оставив службу, занялся частной медицинской практикой.
Избирался гласным Киевской городской думы (1888—1907) и дважды Киевским городским головой (1900—1906). Дослужился до чина действительного статского советника (1905). Состоял почётным мировым судьей Киевского округа, председателем совета и почётным директором Киевского училища слепых, а также попечителем Александровского детского приюта. Был членом-учредителем Киевского клуба русских националистов.
В 1907 году 1-м съездом городских избирателей Киева был избран в члены III Государственной думы. Входил во фракцию умеренно-правых, с 3-й сессии — в русскую национальную фракцию. Состоял председателем распорядительной комиссии, товарищем председателя комиссий о путях сообщения и по городским делам, а также членом комиссий: бюджетной, о торговле и промышленности.
В 1913—1917 годах состоял причисленным к ведомству учреждений императрицы Марии.
Был женат. Судьба после 1917 года неизвестна.

## Награды
- Орден Святой Анны 3-й степени (1894);
- Орден Святого Станислава 2-й степени (1898);
- Орден Святого Владимира 4-й степени (1902);
- Орден Святого Владимира 3-й степени (1908).
- медаль «В память царствования императора Александра III»;
- медаль «В память 300-летия царствования дома Романовых» (1913).
- болгарский орден «За гражданские заслуги» 2-й ст. (1902).